# Xuhui
Distriktet Xuhui (徐汇区; pinyin: Xúhuì Qū) er en del af Shanghai. Det har et areal på 54,76 km² og havde i 2008 et indbyggertal på 982.200 mennesker.